# 細川行孝
細川 行孝（ほそかわ ゆきたか）は、肥後宇土藩の初代藩主。細川立孝の長男。

## 生涯
寛永14年（1637年）3月4日に熊本八代で生まれた。八代城主だった祖父・細川忠興は、嫡男ですでに当主を継いでいた熊本藩主・細川忠利たちの反対を押し切り、自分の隠居所である八代城と隠居領である八代領9万5000石を、可愛がっていた四男の立孝（立允ともいう）に継がせ、八代支藩の設立を考えていた。しかし正保2年（1645年）閏5月に立孝が死去、忠興も同年末に死去したため、この話は一旦立ち消えとなり、八代は細川本藩領、八代城代を本藩家老の松井家が代々勤めることとなった。
忠利の跡を継いだ細川光尚は、八代の代わりに宇土・益城郡内に3万石の領地を設け、立孝嫡男である従弟の行孝に授けた。ここに支藩としての宇土藩が成立した。
行孝の藩政における功績として大きなものは、元禄3年（1690年）に上水道（轟泉水道）を設置したことである。これは当時、宇土市街の水質が悪かったためであった。同年6月4日、54歳で死去し、跡を三男の有孝が継いだ。
『土芥寇讎記』において、藩政は熊本本藩に準じた指導下にあったとされ、行孝は領民を憐れみも貪りもしなかった、と記されている。さらに行孝自身については、悠然としかし陰気であり、和歌道に夢中であるが、歌道は余力でやるべきことであり、つまり政治を行うべき、と評されている。

## 系譜

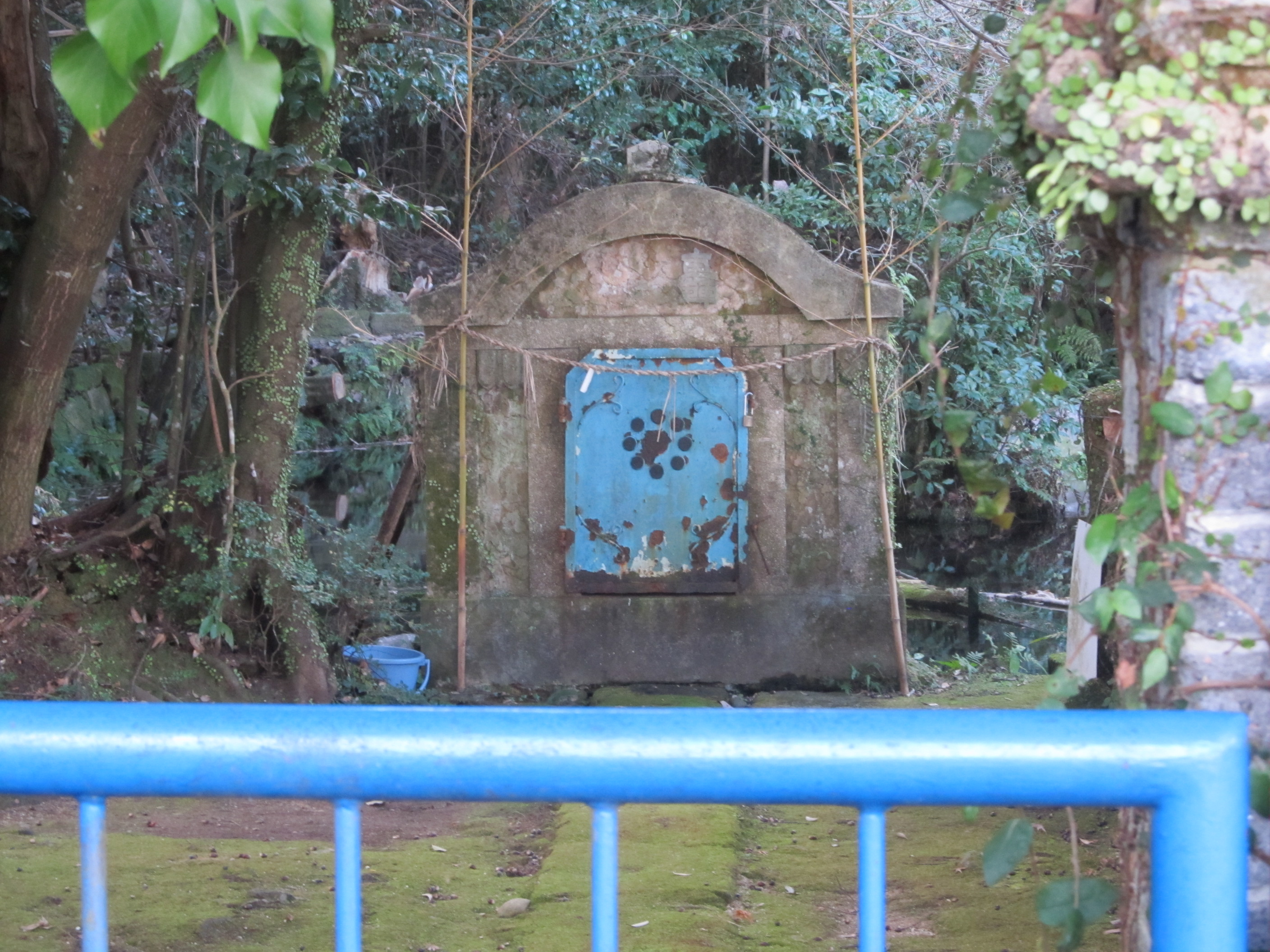
轟泉水道の水道取入口に刻まれた細川九曜

父母
- 細川立孝（父）
- 慈広院 - 布施野氏、側室（母）

正室
- 佐舞、三、源立院 - 加来佐左衛門の娘

子女
- 細川宮松
- 細川三之助
- 細川有孝（三男） 生母は源立院